# Norsk Tipping
Norsk Tipping é a loteria da Noruega controlada pelo Ministério da Cultura nacional. Atualmente é situada na cidade de Hamar. Foi fundada em 1948, oferecendo somente loterias ligadas ao futebol até 1986. A partir de então, passou a oferecer várias opções de jogos.
Os recursos obtidos pela loteria são distribuídos igualmente entre os ministérios dos esportes e da cultura. Um quarto da arrecadação da cultura no governo provém da Norsk Tipping. Um dos jogos, o Extra, é uma exceção. Os fundos arrecadados são destinados a uma entidade social.
Atualmente a Norsk Tipping patrocina a Tippeligaen, a qual recebe o nome baseado na empresa.